# Canyon du Sumidero
Le canyon du Sumidero (en espagnol : cañón del Sumidero) traverse les états mexicains du Chiapas et du Tabasco. Il est creusé par le fleuve Grijalva qui débouche sur le golfe du Mexique.
Le canyon fait également partie d'un parc national et d'un site Ramsar.

## Symbolique

Drapeau de l'État du Chiapas.

Le drapeau et le blason de l’État du Chiapas font référence au canyon sur leur dessin.